# Tolpiprazol
El tolpiprazol (INN, BAN) (nombre en clave de desarrollo H-4170) es un fármaco ansiolítico del grupo de las Fenilpiperazinas que nunca se comercializó.